# Вилаят Дагестан
Вилаят Дагестан (Дагистан) (до 2007 – Джамаат шариат (Дагестанский фронт ВС ЧРИ), до 2003 – Джаннат) — подпольное террористическое объединение, ставившее своей целью выход Республики Дагестан из состава Российской Федерации, созданное на территории Дагестана в начале 2000-х гг. Входило в состав так называемого «Имарата Кавказ», объединявшего незаконные вооружённые формирования Северного Кавказа. По состоянию на 2017 год, по словам главы Дагестана Рамазана Абдулатипова, «все диверсионно-террористические группы, действовавшие в Дагестане, ликвидированы». Группировка несла ответственность за многочисленные нападения на сотрудников правоохранительных органов, спецслужб, военнослужащих, представителей мусульманского духовенства «Духовного управления мусульман Дагестана».

## Тактика
В начале 2000-х не было особой тактики, Макашарипов который жил на склоне горы Тарки-Тау, по вечерам выходил в город на намаз и на совершение обстрелов. Под своей курткой он носил АКС-74У без приклада и три гранаты Ф-1.
В 2004 году Макашариповым была избранна новая тактика "Обстрелов с окон машины" Смысл тактики было когда боевики подъезжали на машине к сотрудникам, то боевики открывая она машины начинали стрелять.
Через пару месяцев Макашарипов снова меняет тактику, работала она так: Когда машина боевиков обгоняла машину ДПС, боевики выходили и начинали стрелять врасплох.
Уже в 2005 году Макашарипов подобрал новую тактику "Подрывов" Задача тактики была такова: Машину сотрудников преследовалась, запоминали постоянные пути и закладывали на обочине СВУ и следили с далека наблюдая когда машина будет проезжать мимо фугаса и производился взрыв.
Слова сотрудника МВД РД "Тактика подрывов была на тот момент эффективная очень для них, потому-что не нужно было приближаться на близкое расстояние, можно было с достаточного безопасного расстояния приводить в действие взрывное устройство"

## Видео Отчеты
Участники группировки периодически снимали на видео-камеру себя и свои операции(Обстрелы, подрывы и убийства). В начале июля 2005 году в одной из квартир нашли половину архива джамаата, еще через пару месяцев нашли весь видео архив. 
Характерные черты видео "Шариата":
Почти все содержат чёрный флаг с арабской надписью, иногда — флаг Имарата Кавказ. 
Видео часто начинались с религиозных цитат, звука нашида или выкриков Аллаху Акбар. 
Заканчивались криками "Такбир!", титрами с "Шариат", датой и фразой "Месть за братьев".

## История
По сведениям правоохранительных органов, в 2002 г. Расул Макашарипов был направлен Раппани Халиловым в Дагестан из Чечни для создания диверсионного отряда «Дженнет» («Рай»), специализировавшегося на нападениях на сотрудников дагестанской милиции, спецслужб, военнослужащих с целью дестабилизации ситуации в республике. Бандиты из отряда «Дженнет» совершили более 50 убийств сотрудников правоохранительных органов, военнослужащих и государственных чиновников. В 2003 г. отряд разбомбили а лесных массивах Тарки тау, однако самому Макашарипову и нескольким участникам из его группировки удалось уйти от преследования.

Через некоторое время Макашарипов создал новое подпольное подразделение — «Джамаат шариат», вошедший в так называемый Кавказский фронт — объединение вооружённых отрядов северокавказских ваххабитов, о создании которого было объявлено президентом Чеченской Республики Ичкерия Садулаевым, сменившим убитого Аслана Масхадова.
Бандиты под командованием Макашарипова в основном нападали на патрульные милицейские экипажи в Махачкале и других городах, закладывая фугасы на обочинах дорог. На них лежит ответственность и за более крупные атаки — так в апреле 2005 г. с помощью двух мощных бомб ими было взорвано здание прокуратуры Ленинского района Махачкалы. По мнению следствия, в 2005 г. эта же группировка совершила и два громких убийства в Махачкале — в феврале вместе с тремя телохранителями был расстрелян заместитель министра внутренних дел Дагестана, начальник милиции общественной безопасности Магомед Омаров, а в мае — в подъезде своего дома был взорван министр по национальной политике, информации и внешним связям Дагестана Загир Арухов.

Одна из спецопераций проведённая 15 января 2005 года

6 июля 2005 г. МВД РД заявила что лидер Дагестанской группировки Расул Макашарипов был убит в результате штурма его штаб-квартире, о его смерти правоохранительные органы заявляли не раз.
После смерти Расул Макашарипов командиром стал Мурад Лахиялов.
25 октября 2005 г. В результате много-часового штурма был убит Мурад Лахиялов и его напарник Хаджимагомед Исмаилов.
Его преемником стал Раппани Халилов. 24 сентября 2006 года указом нового президента ЧРИ Докку Умарова Раппани Халилову было присвоено звание бригадного генерала, и он был назначен командующим так называемым «Дагестанским фронтом» вооружённых формирований. 17 сентября 2007 г. Халилов был уничтожен.
1 октября 2007 г. новый президент ЧРИ Докку Умаров назначил его преемником Ильгара Моллачиева, который был убит 7 сентября 2008 г.
5 декабря 2008 г. Докку Умаров (осенью 2007 г. он объявил об упразднении ЧРИ и провозглашении так называемого Кавказского эмирата, в который включил и Дагестан в качестве одного из вилайятов) назначил командующим Дагестанским фронтом и валием вилайята Дагестан Умара Шейхулаева (кличка амир Муаз). Согласно сообщениям правоохранительных органов, новый лидер бандподполья был убит 5 февраля 2009. В апреле 2009 года новым «эмиром» Дагестана стал Умалат Магомедов, убитый 31 декабря 2009 года.
Указом Докку Умарова от 15 июля 2010 года амиром Дагестанского Фронта был назначен организатор двойного теракта в московском метро Магомедали Вагабов.
21.08.2010 — В результате проведенной в селе Гуниб спецоперации был уничтожен Магомедали Вагабов. Операцию провели сотрудники центра спецназначения ФСБ РФ. За ним долгое время велась охота, боевику в течение двух лет удавалось уходить от преследования. «Это был очень хитрый и коварный террорист», — отметил источник.
1.09.2010 — Новым амиром «вилайята Дагестан» стал Исрапил Валиджанов (амир Хасан). Постановление лидера северокавказского подполья Доку Умарова опубликовано на сайте «Кавказ-центр». Амир Хасан ранее руководил Южным сектором Дагестанского фронта (дербентским джамаатом).
18.04.2011 Левашинского района, «в 00:00 мск на дороге Ташкапур — Хаджалмахи на мосту через реку при требовании остановить машины ВАЗ-2114 и „Лада-Калина“ находившиеся в них люди открыли огонь по сотрудникам полиции». Ответным огнём были уничтожены четыре боевика, в их числе Исрапил Валиджанов.
09.05.2011 Был назначен новый амир Дагестана — Ибрагимхалил Даудов (амир Салих) Который вскоре в видеообращении на сходке обновил присягу Умарову и назначил своих заместителей.
Первым заместителем стал назначенный на сходке «Амир Абу Мухаммад», командующий Центральным сектором ВС Дагестана.
14.02.2012 Амир Дагестана Ибрагимхалил Даудов был убит вместе с 4 боевиками в ходе крупной спецоперации силовиков в Карабудахкентском роайоне.
06.08.2012 Доку Умаров назначил Рустама Асельдерова (Абу Мухаммада) амиром «Дагестанского фронта».
21.03.2013 В посёлке Семендер был убит бывший амир Вилаята Дагестан Ибрагим Гаджидадаев.
28.12.2014 Алиасхаб Кебеков снял Рустама Асельдерова с поста амира Вилаята Дагестан в связи с присягой Асельдерова Исламскому государству. Новым амиром был назначен Камиль Саидов (Саид Араканский).
11.08.2015 Амир Дагестана Камиль Саидов убит в ходе спецоперации в Унцукульском районе.
03.12.2016 В пригороде Махачкалы селе Талги, был убит амир Вилаята Кавказ Исламского государства Рустам Асельдеров, до 28.12.2014 являвшийся амиром Вилаята Дагестан.
По состоянию на 2017 год, по словам главы Дагестана Рамазана Абдулатипова, «все диверсионно-террористические группы, действовавшие в Дагестане, ликвидированы».
Валий мухаджиров Вилаята Дагестан стал некто под прозвищем Абу-Саад Дагистани.

## Структура
В систему дагестанских ваххабитских НВФ «Джамаат» входило несколько автономных диверсионных групп, действовавших в разных районах Дагестана.
| Название                | Территория                                        | Последний лидер                                                                 |
| ----------------------- | ------------------------------------------------- | ------------------------------------------------------------------------------- |
| Дербентский джамаат     | г. Дербент, Южный Дагестан и Северный Азербайджан | Гасан Абдуллаев (убит 17 июня 2016)                                             |
| Джундуллах              | г. Хасавюрт и Хасавюртовский район                | Али Демильханов (убит 9 октября 2016)                                           |
| Кизилюртовский джамаат  | г. Кизилюрт и Кизилюртовский район                | Умар Сабуев (убит 3 мая 2016)                                                   |
| Сейфуллах               | г. Буйнакск                                       | Алексей Пашенцев (убит 8 февраля 2014)                                          |
| Губденский джамаат      | с. Карабудахкент и соседние районы                | Абубакар Удзиев (убит 12 октября 2016)                                          |
| Шамилькалинский джамаат | г. Махачкала                                      | Гусейн Тагиров (убит 7 июля 2016)                                               |
| Гимринский джамаат      | Унцукульский район                                | Курамагомед Асадулаев (убит 15 февраля 2018)                                    |
| Левашинский джамаат     | Левашинский район                                 | Зайпулла Газимагомедов (задержан в 2010, приговорен к 10 годам лишения свободы) |
| Кадарский джамаат       | Кадарская зона                                    | Гаджи Мирзаев (убит 3 декабря 2016)                                             |
| Шуайбкалинский джамаат  | Сергокалинский район                              | Шейх Абдусалам (убит 12 мая 2012)                                               |
| Кизлярский джамаат      | г. Кизляр и Кизлярский район                      | Шахбан Гасанов (убит 31 марта 2015)                                             |
| Буйнакский джамаат      | г. Буйнакск Окраина Махачкалы                     | Хизри Мамаев (Убит 12 ноября 2007)                                              |

### Дербентский джамаат
Дербентский джамаат — г. Дербент, Южный Дагестан и Северный Азербайджан; лидер (по данным на конец 2008) — Исрапил Валиджанов (убит 18 апреля 2011); Мехтибек Баширов (убит 24 июля 2011); Гасан Абдуллаев (убит 17 июня 2016)

### Джундуллах
«Джундуллах» («Воины Аллаха») — г. Хасавюрт и Хасавюртовский район; лидеры — Асхаб Бидаев (убит 5 сентября 2008 г.); Арслан Эгизбаев (убит 2 ноября 2009 г.); Адам Ахмедов (убит 29 мая 2010 г.); Хасан Даниялов (убит 25 августа 2010 г.); Руслан Макавов (убит 5 января 2011 г.); Юсуп Магомедов (убит 12 декабря 2011 г.); Аслан Мамедов (убит 20 мая 2012 г.); Артур Шапиулаев («Арчи») (убит 16 ноября 2012 г.); Даниял Заргалов (убит 17 февраля 2013 г.); Марат Идрисов (убит 15 января 2014 г.); Ислам Мурадов (убит 25 августа 2015 г.); Марат Махмудов (убит 4 ноября 2016 г.); Валид Моцаев («Мотя») (убит 5 сентября 2017 г.); Али Демильханов (убит 9 октября 2016).

### Кизилюртовский джамаат
Кизилюртовский джамаат (г. Кизилюрт и Кизилюртовский район); лидеры — Шамиль Магомеднабиев (убит 12 сентября 2010); Юсуп Магомедов (убит 5 декабря 2010); Магомед Далгатов (убит 1 февраля 2011); Алибек Омаров (убит 6 марта 2012); Темирбек Темирбеков («Абу Муаз») (убит 21 июля 2012); Гаджимурад Долгатов («Абу Дуджана») (убит 29 декабря 2012); Арсен Курамагомедов (убит 16 февраля 2013); Олег Шаляпин (убит 25 февраля 2015); Умар Сабуев (убит 3 мая 2016).

### Сейфуллах
«Сейфуллах» («Меч Аллаха») — г. Буйнакск; лидеры — Абдулгафур Закарьяев (убит 21 марта 2009); Наби Мигеддинов (убит 12 декабря 2010 г.); Бамматхан Шейхов (убит 20 августа 2013); Алексей Пашенцев (убит 8 февраля 2014)

### Губденский джамаат
Губденский джамаат — с. Карабудахкент и соседние районы; лидер — Магомедали Вагабов (убит 21 августа 2010); Ибрагимхалил Даудов (убит 14 февраля 2012); Таймас Таймасов («Тайсон») (убит 20 ноября 2012); Магомед Абусаидов (убит 22 мая 2013); Абубакар Удзиев (убит 12 октября 2016).

### Шамилькалинский джамаат
Шамилькалинский джамаат — город Махачкала; лидеры — Шамиль Гасанов (казнён «кадием Даудом»); Омар Рамазанов (убит 12 июня 2009 года); Гаджимурад Камалутдинов (убит 8 октября 2009 года); Марат Курбанов (убит 9 января 2010 года); Алибек Абуназаров (убит 25 сентября 2010 года); Магомед Шейхов (убит 26 декабря 2010 года); Сабитбай Аманов (убит 20 апреля 2011 года); Абдулла Магомедалиев; («Дауд») (убит 11 августа 2011 года); Зулпукаров Эльдос (убит 11 марта 2012 года); Гусейн Мамаев (убит 15 мая 2012 года); Сиражудин Гучучалиев (задержан 1 июня 2013 года); Мурат Касумов (убит 20 ноября 2013); Руслан Дарсамов (убит 9 декабря 2014); Арсанали Камбулатов (убит 24 апреля 2015 года); Абдулгасан Абдулхаликов (убит 7 ноября 2015 года); Камиль Магомедов (убит 13 апреля 2016 года); Гусейн Тагиров (убит 7 июля 2016 года);

### Гимринский джамаат
Гимринский джамаат — Унцукульский район; лидер — Ибрагим Гаджидадаев (убит 21 марта 2013 года); Абдурахман Абдурахманов (убит 23 июня 2015); Курамагомед Асадулаев (убит 15 февраля 2018 года);

### Левашинский джамаат
Левашинский джамаат — Левашинский район; лидер — Раппани Халилов (убит 17 сентября 2007); Зайпулла Газимагомедов (задержан в 2010, приговорен к 10 годам лишения свободы);

### Кадарский джамаат
Кадарский джамаат — Кадарская зона; лидеры — Исмаил Ичакаев (убит 7 января 2010); Джамалтин Джаватов по кличке «Халифа» (убит 26 июня 2010г); Яхъя Асланов (убит 1 апреля 2011), Бадрудин Салимов (убит 21 сентября 2011); Джамал Абуев (убит 23 апреля 2012); Залитинов М.М (убит 12 декабря 2014); Гаджи Мирзаев (убит 3 декабря 2016).

### Шуайбкалинский джамаат
Шуайбкалинский джамаат — Сергокалинский район; лидер — турок Шейх Абдусалам (убит 12 мая 2012);

### Кизлярский джамаат
Кизлярский джамаат — г. Кизляр и Кизлярский район; лидер — Махач Идрисов (убит 22 июня 2011); Рустам Гасанов (убит 8 июня 2012); Шахбан Гасанов (убит 31 марта 2015);

### Буйнакский джамаат
Буйнакский джамаат -
Буйнакск Окраина Махачкалы
лидер — Хизри Мамаев (убит 12 ноября 2007).

## Диверсионно-террористическая активность
За период с 2002 года по настоящее время участниками ваххабитско-экстремистского подполья Дагестана совершены десятки террористических актов, в том числе:
- взрыв во время праздничной демонстрации 9 мая 2002 года в Каспийске, в результате которого погибли 43 человека и более 170 были ранены;
- подрывы автомобилей правоохранительных органов в декабре 2001 — январе 2002 годов,
- теракт 18 января 2002 года в Махачкале, когда в результате взрыва бомбы погибли 7 военнослужащих и ещё 11 были ранены[23],
- теракт 20 мая 2005 года в подъезде жилого дома взорвали Министра по национальной безопасности Загира Арухова и его охранника
- теракт 1 июля 2005 года в Махачкале против бойцов спецназа «Русь», в результате которого 11 военнослужащих погибли и 15 человек ранены[7][24],
- теракт 18 августа 2005 года, в результате погибло 8 военнослужащих, во время передвижения вахты ОМОНа произошел взрыв фугаса
- теракт 20 августа 2005 года, во время свадьбы возле банкетного зала Европа подорвали пеший патруль по итогу умерло 4 сотрудников, также пострадали люди которые проезжали в маршрутке во время взрыва
- теракт 2 сентября 2005 года, взорвали военный Урал который ехал после работы, в итоге умерло 7 военнослужащих

- теракт 8 августа 2006 года, когда в результате двух взрывов погиб прокурор Буйнакска Битар Битаров и был ранен руководитель МВД Дагестана Адильгерей Магомедтагиров[9][25].

Всего, по данным спецслужб, в 2001—2007 годах в Дагестане было совершено свыше 70 терактов против сотрудников МВД, УФСБ и военнослужащих.

## Лидеры
- Расул Макашарипов (Муслим) — с 2002 года до 6 июля 2005 года (убит 6 июля 2005).
- Мурад Лахиялов — с 7 июля 2005 года до 25 октября 2005 года (убит 25 октября 2005).
- Раппани Халилов (Раббани) с конца 2005 года до 17 сентября 2007 года (убит 17 сентября 2007).
- Ильгар Моллачиев (Абдул-Маджид) — с 1 октября 2007 года[26] до 7 сентября 2008 года (убит 7 сентября 2008).
- Умар (Омар) Шейхулаев (Муаз) — с 5 декабря 2008 года[27] до 5 февраля 2009 года (убит 5 февраля 2009[28]).
- Умалат Магомедов (Аль-Бара)[29] — с 12 апреля[30] до 31 декабря 2009 года (убит 31 декабря 2009).
- Ибрагим Гаджидадаев (Ибрахим Гимринский) — с февраля[31] до 15 июля 2010 года (убит 21 марта 2013 года).
- Магомедали Вагабов (Сейфуллах Губденский) — с 15 июля[32] до 21 августа 2010 года (убит 21 августа 2010 года[33]).
- Исрапил Валиджанов (Хасан) — с 30 августа 2010 года[34] до 18 апреля 2011 года (убит 18 апреля 2011 года).
- Ибрагимхалил Даудов (Салих) — с 9 мая 2011 года[35] до 14 февраля 2012 года (убит 14 февраля 2012).
- Рустам Асельдеров (Мухаммад Абу Усман) — и. о. амира с 4 апреля 2012 года, с 6 августа 2012 года до 28 декабря 2014 года — амир[36], (убит 3 декабря 2016 года).
- Камиль Саидов (Саид Араканский) — амир с 28 декабря 2014 года[37]. до 11 августа 2015 года (убит 11 августа 2015 года).
- Абу-Саад Дагистани – действующий амир (вали) Вилаята Дагестан и вакиль Имарата Кавказ.

## Также
Операция «Муслим»